# Могильчине
Могильчине — колишнє село в Україні, у Буринському районі Сумської області. Підпорядковувалось Чернечослобідській сільській раді.

## Географічне розташування
Село знаходиться на лівому березі річки Терн, вверх по течії за 3,5 км знаходиться село Бурики, нижче по течії за 2 км — Вознесенка, на протилежному березі — Сніжки.
Поруч пролягають автомобільні шляхи Т 2504 і Т 1916.

## Історія
Станом на 1983 рік у селі мешкало 20 осіб.
21 грудня 2000 року Сумська обласна рада зняла село з обліку.